# Igal Alón
Igal Alón (en hebreo: יגאל אלון‎ ; 10 de octubre de 1918 - 29 de febrero de 1980) fue un político israelí, comandante del Palmaj y general de las Fuerzas de Defensa de Israel (FDI). Se desempeñó como uno de los líderes del partido Ahdut HaAvoda y del Partido Laborista israelí, y primer ministro interino de Israel. Fue miembro de la Kneset y ministro de gobierno desde la tercera hasta la novena Kneset inclusive.
Hijo de colonos, pioneros en la Baja Galilea, llegó a ser en su adolescencia residente del Kibutz Ginosar y miembro del movimiento sindical. Con el estallido de la revuelta árabe de 1936-1939, Alón se unió a la Haganá y más tarde al Palmaj. Dirigió un escuadrón y organizó operaciones clave en el Movimiento de Resistencia Judía, como la "Noche de los Puentes." Durante la guerra de Independencia de Israel, Alón comandó la conquista de Galilea, Lod y Ramla, así como de todo el Negev hasta Eilat como Comandante del Comando Sur. Alón resultó ser un hábil estratega y maestro del engaño militar.
Después de un relevo forzado del mando por parte del primer ministro David Ben-Gurion, Alón entró en la política mientras era condecorado por su gloriosos servicios militares. Alón fue uno de los arquitectos de la creación del Partido Laborista, abogando por la fusión de Ahdut HaAvoda con Mapai para la consecución de este objetivo. Durante su carrera política, se desempeñó como ministro de Relaciones Exteriores y Educación, así como viceprimer ministro, e ideó el "Plan Alón" que lleva su nombre. Alón participó en el Acuerdo Provisional del Sinaí en 1975 y se desempeñó como primer ministro interino entre la muerte de Levi Eshkol y la designación de Golda Meir. La reputación de Alón como político es la de alguien que perdió su oportunidad de grandeza, como con el nombramiento de su rival político, Moshe Dayan, como Ministro de Defensa, reemplazándolo en vísperas de la guerra de los Seis Días. Alón murió mientras hacía campaña por el liderazgo del Partido Laborista.

## Primeros años
Igal Peikowitz (posteriormente Alón) nació en Kfar Tavor. Su padre, Reuven, emigró a Eretz Israel en 1890 junto con su padre y su hermano mayor desde Bielorrusia, entonces parte del Imperio Ruso. Su madre, Haia Shortz-Peikowitz, provenía de una familia religiosa de Safed, y su padre fue miembro fundador de Rosh Pina. Cuando Igal tenía cinco años, su madre falleció y sus hermanos mayores tomaron cada uno su propio camino. Igal, el hijo menor, quedó junto a su padre. La zona de Kfar Tavor quedó aislada y tuvo que hacer frente a los asaltos y robos diarios de las comunidades árabes y beduinas de las proximidades. Cuando Igal cumplió 13 años y el Bar Mitzva fue celebrado, su padre le dijo que se había convertido en un hombre y que a partir de ese momento tendría su propia arma, enviándolo a proteger los cultivos agrícolas de los bandidos.
En 1934, a los 16 años, Igal comenzó a estudiar en la Instituto Agrícola Kadoorie, donde ingresó por primera vez a los ideales del movimiento obrero con su base socialista y sionista. Fue en el colegio cuando Alón se dio cuenta de que su educación desde casa era muy deficiente y limitada en relación con sus compañeros de las áreas urbanas. Sus maestros vinieron con la actitud de expandir sus horizontes y lo alentaron a cerrar brechas en su educación en relación con sus compañeros de clase. En su autobiografía, Alón glorificó al director de la escuela, considerándolo como un educador destacado, afirmando que le enseñó valores humanos y sociales.
Después de graduarse en la Instituto Agrícola Kadoorie en 1937, Alón se convirtió en uno de los fundadores del Kibutz Ginosar. Alón se casó con Ruth, quien hizo Aliá desde Alemania en 1934, un año después de la instauración del régimen nazi. Su hija mayor, Nurit, estaba en el espectro del autismo. En Ginosar, Alón dio la impresión de ser una figura destacada local y entabló amistad con Berl Katznelson. Alón apoyó ideológicamente el sionismo socialista.

## Carrera militar

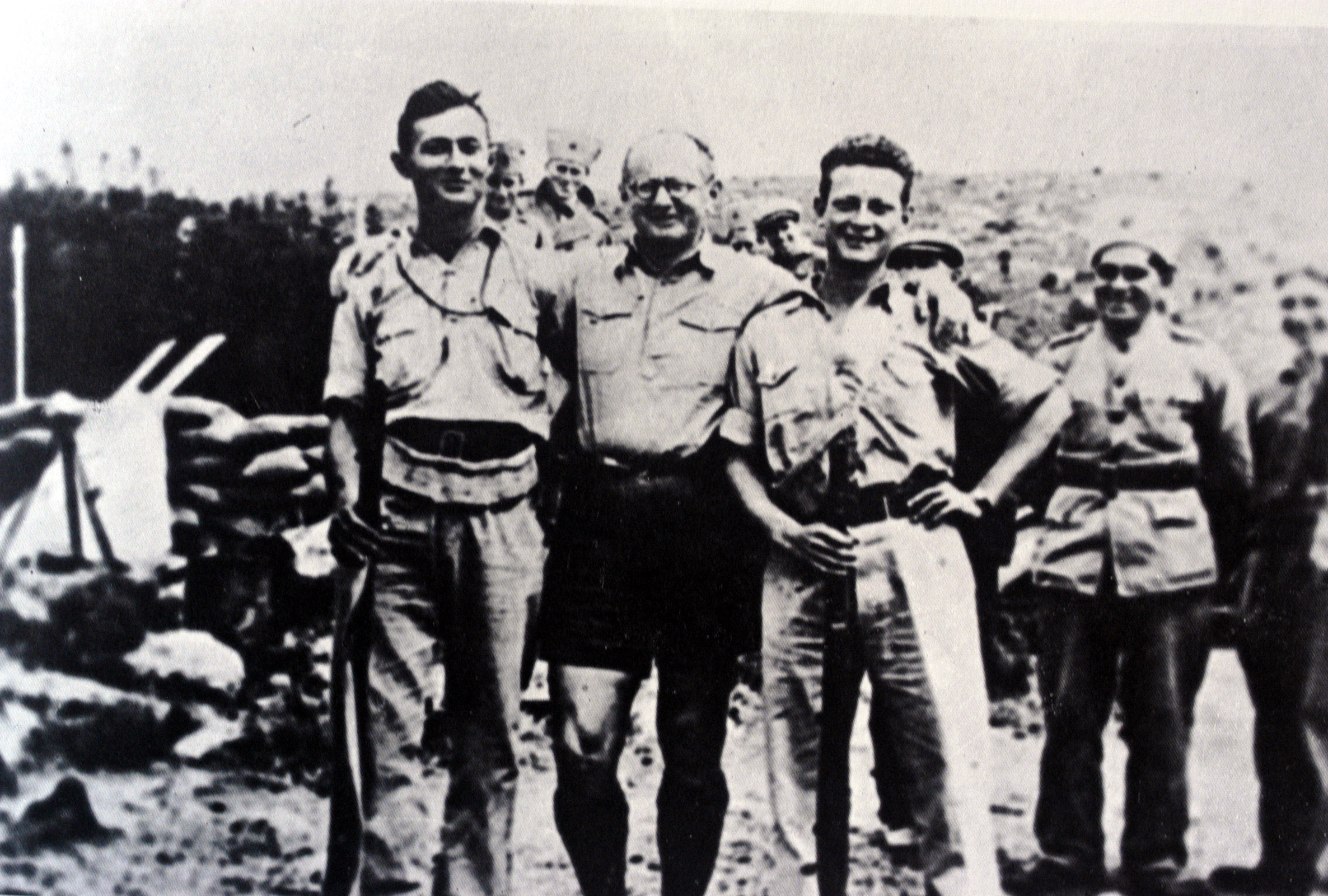
De izquierda a derecha: Moshe Dayan, Yitzhak Sadeh, Igal Alón, en el Kibutz Hanita (1938)

Alón se unió a Hagana en 1931 y pasó a comandar una unidad de ataque y luego una patrulla móvil durante la revuelta árabe de 1936-1939 en el norte del mandato británico. Durante la revuelta, mientras trabajaba en los campos y granjas del Kibutz, Yitzhak Sadeh le pidió a Alón que tomara un puesto de mando en la Haganá. Después de completar un curso de comando de brigada, fue designado al mando de las Guardias móviles. Alón participó en el desalojo de árabes que invadieron con sus manadas los campos de los judíos. También se hizo conocido por las emboscadas que planeaba para las pandillas que se infiltraban en los asentamientos.
Durante este período participó en varias operaciones de los Escuadrones Especiales Nocturnos (SNS), bajo el mando de Orde Charles Wingate y Bala Bredin. En 1941 se convierte en uno de los miembros fundadores del Palmaj. En 1941 y 1942, fue un explorador de las fuerzas británicas que combatieron en Siria y Líbano. En 1945 se convierte en comandante en jefe del Palmaj.

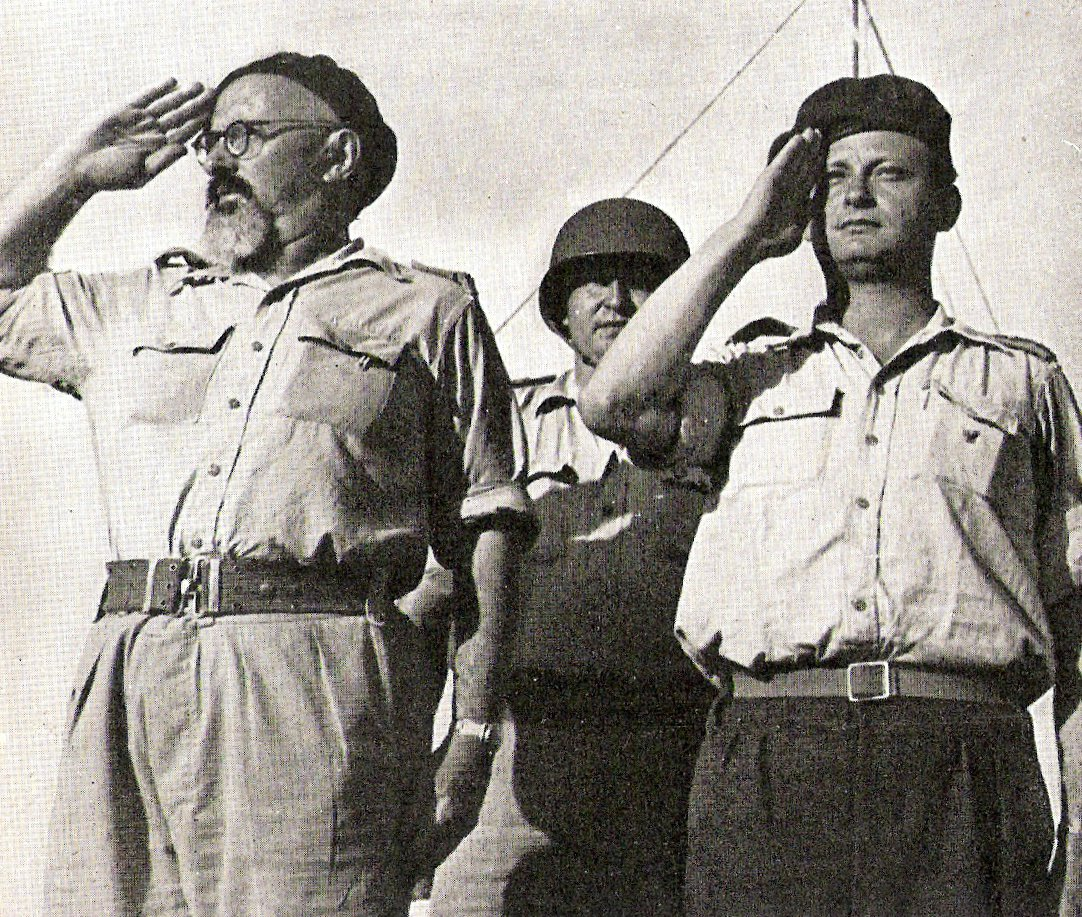
Yitzhak Sadeh (izquierda) e Igal Alón, 1948

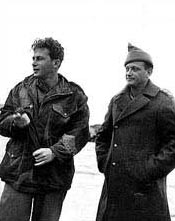
Yitzhak Rabin y Alón (1949)

El 22 de junio de 1948, en el punto culminante del enfrentamiento de David Ben-Gurion con el Irgun por la distribución de armas del Altalena, Alón ordenó a las tropas a hundir el buque. Durante la guerra de independencia de Israel, Alón dirigió varias de las principales operaciones en los tres frentes, incluidos Yiftaj en Galilea, Danny en el centro, Yoav y Horev en el Negev. Sus últimos importantes roles militares como comandante fueron en octubre y diciembre de 1948: Operación Yoav hacia las colinas de Hebrón y Operación Horev a lo largo del Frente Egipcio Meridional. Como comandante operativo del Comando Sur, era responsable de la seguridad a lo largo de las fronteras con Egipto y partes de Jordania. El 4 de junio de 1949 declaró una zona militar de 8 kilómetros de ancho cerrada a lo largo de la frontera. El 18 de octubre de 1949, mientras se encontraba en una visita oficial en París, Alón fue informado por sus anfitriones franceses, que Ben-Gurion había decidido reemplazarlo como Comandante de Operaciones del Comando Sur, nombrando a Moshe Dayan en su lugar. La mayoría de los oficiales de estado mayor de Alón dimitieron en protesta. Se retiró del servicio activo en 1950.

## Carrera política
En enero de 1948, Alón ayudó a formar el partido de izquierda Mapam. Sin embargo, después de la Guerra de Independencia de Israel, el primer ministro David Ben-Gurion le dijo a Alón que se desvinculara del partido, un rival de su propio partido gobernante Mapai, ya que lo veía como demasiado de izquierda y una amenaza para la seguridad del estado.
Entre 1950-1952, estudió filosofía e historia en St Antony's College, Oxford.
Después de terminar su carrera militar, Alón se embarcó en una carrera política. Pasóo a ser un líder prominente en Ajdut HaAvodá - Poalei Tzion, que se había separado de Mapam en 1954, y fue elegido por primera vez para la Kneset en 1955, donde sirvió hasta su muerte. Fue miembro del Comité de Asuntos Económicos, el Comité de Constitución, Derecho y Justicia, el Comité de Educación y Cultura, el Comité Conjunto sobre la Moción de la Agenda Relativa al Deporte en Israel y el Comité de Relaciones Exteriores y Defensa .

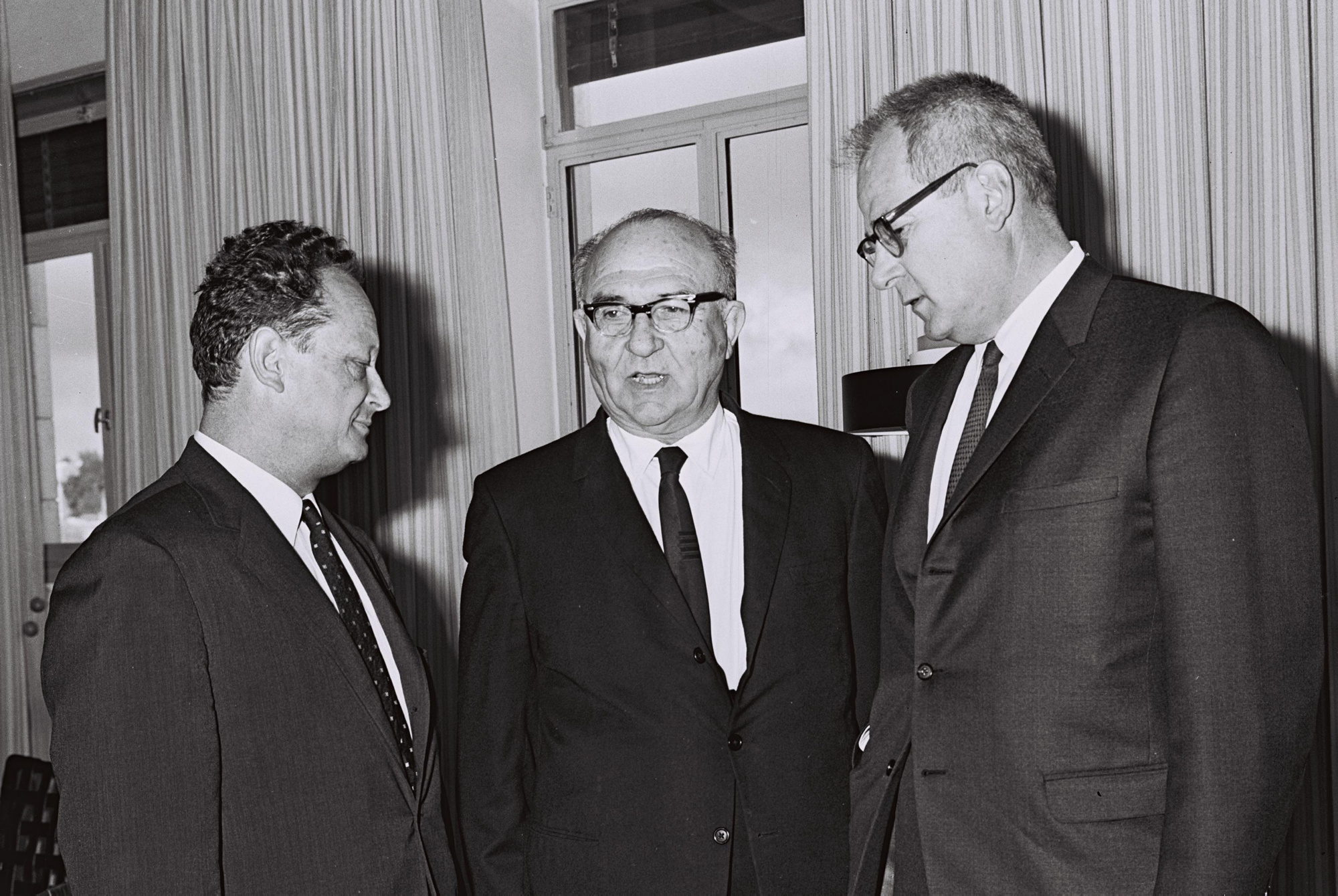
De derecha a izquierda: el Secretario de Trabajo de Estados Unidos, William Willard Wirtz, el primer ministro de Israel, Levi Eshkol y el ministro de Trabajo de Israel, Igal Alón.

Alón se desempeñó como Ministro de Trabajo de 1961 a 1968. En este cargo trabajó para mejorar el servicio estatal de empleo, ampliar la red vial y luchó para que se aprobara la legislación sobre relaciones laborales. De 1968 a 1969 se desempeñó como vice primer ministro y Ministro de Absorción de Inmigrantes. Alón se desempeñó brevemente como primer ministro interino tras la muerte de Levi Eshkol el 26 de febrero de 1969. Ocupó el cargo hasta el 17 de marzo de 1969, cuando Golda Meir asumió el cargo tras ser nombrado líder del Partido Laborista. Se convirtió en vice primer ministro y Ministro de Educación y Cultura en el gobierno de Meir, y ocupó ese cargo hasta 1974. Durante la crisis de septiembre de 1970 en Jordania, abogó por apoyar al rey Hussein en su conflicto con la OLP. En 1974 formó parte de la delegación al Acuerdo de Separación de Fuerzas. Se convirtió en Ministro de Relaciones Exteriores en 1974 y ocupó este cargo hasta 1977. En el momento de su repentina muerte en 1980, era candidato a la dirección del Alineamiento, desafiando al líder del partido en el poder, Shimon Peres.

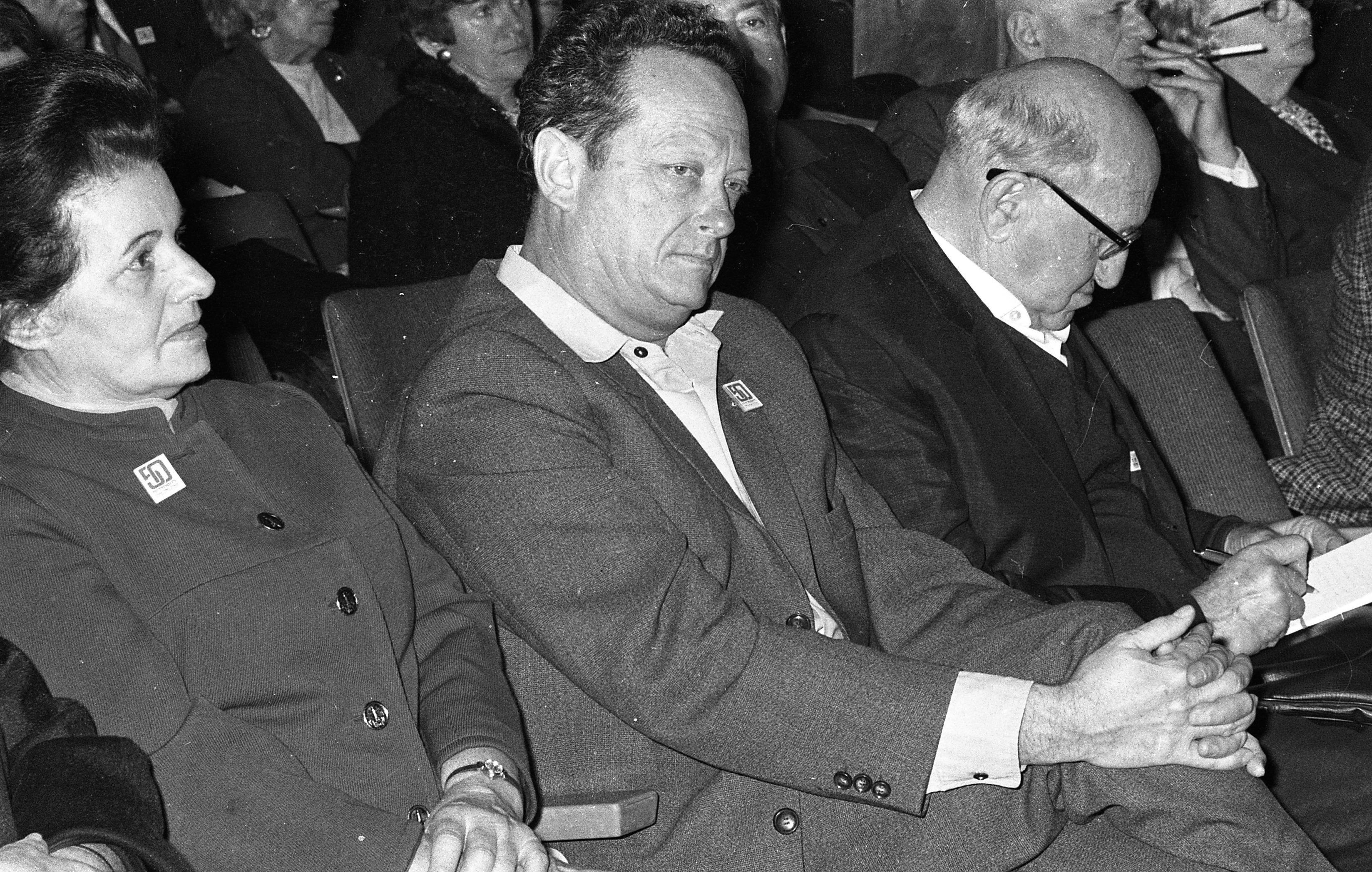
Alón durante el 50 aniversario de la Histadrut, 1969.

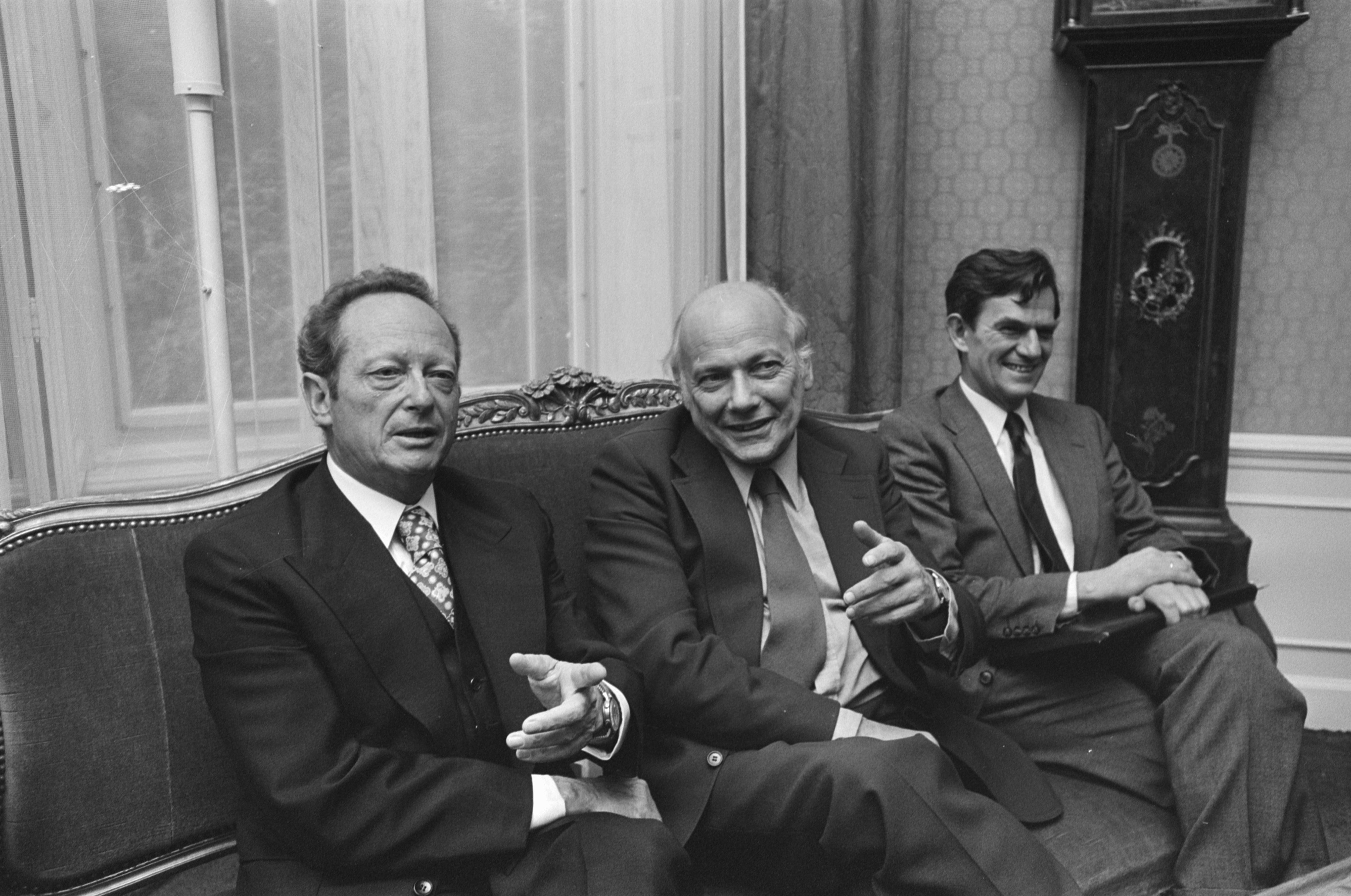
El ministro de exteriores Alón sentado con Joop den Uyl, primer ministro de los Países Bajos.

Alón fue el arquitecto del Plan Alón, una propuesta para poner fin a la ocupación israelí de partes de Judea y Samaria con una partición negociada de territorios. El plan fue presentado al gabinete en julio de 1967, justo después de la Guerra de los Seis Días. Según el plan, Israel retendría un tercio de esta área y se protegería de una posible invasión del este por una franja de asentamientos e instalaciones militares a lo largo del Valle del Jordán. La cordillera al oeste de esta franja, que estaba poblada por árabes, se confederaría con Jordania. Se anexaría una franja de tierra que flanqueaba la carretera Jericó-Jerusalén, Gush Etzion y una gran parte del área de las colinas de Hebrón. Se realizarían cambios territoriales menores a lo largo de la Línea Verde, específicamente en el área de Latrun. Alón también solicitó el desarrollo de los barrios judíos en el este de Jerusalén, la rehabilitación del barrio judío de la Ciudad Vieja y la anexión de Gaza, cuyos habitantes árabes serían reasentados en otro lugar.

## Muerte y actos conmemorativos
Alón murió de insuficiencia cardíaca en Afula el 29 de febrero de 1980. Fue sepultado en la orilla del Mar de Galilea, en el cementerio del Kibutz Ginosar en el Distrito Norte. Al funeral asistieron decenas de miles de dolientes, con el pésame de muchos líderes mundiales, incluido el presidente egipcio Anwar el-Sadat.
Al explicar la creciente admiración por Igal Alón, tres décadas después de su muerte, Oren Dagan, de la Sociedad para la Preservación de los Sitios del Patrimonio de Israel, dijo: 

«La gente desea vivir en el tipo de estado con el que soñó Igal Alón, por ejemplo en la cuestión árabe-judía. Este no es un enfoque post-sionista, ni vacilante ni apologético. Es un enfoque de seguridad y protección que dice: 'Nuestro lugar está aquí', pero aún enfatiza la importancia del diálogo, y nunca a través de la condescendencia o la arrogancia. Alón extendió una mano en paz, y ese es el enfoque que queremos que los líderes adopten hoy.»

## Obras publicadas
- Allon, Yigal (1970). Shield of David. New York: Random House. ISBN 0-297-00133-7.
- Allon, Yigal (1970). The Making of Israel's Army. London: Vallentine, Mitchell. ISBN 0-853-03027-8.
- Allon, Yigal (1975). My Father's House. New York: W. W. Norton. Archivado desde el original el 16 de febrero de 2013. Consultado el 22 de diciembre de 2021.